# Campeonato Mundial de Clubes de Voleibol Feminino de 2015
O Campeonato Mundial de Clubes de Voleibol Feminino de 2015 foi a nona edição do torneio organizado anualmente pela FIVB. Foi disputado entre os dias 6 e 10 de maio no Saalsporthalle, localizado na cidade suíça Zurique.
Pela terceira vez consecutiva, Zurique foi a cidade-sede do Campeonato Mundial de Clubes na variante feminina.

## Formato de disputa
As seis equipes foram dispostas em dois grupos de três equipes cujo sorteio foi realizado. Todas as equipes enfrentaram-se dentro de seus grupos em turno único. As duas primeiras colocadas de cada grupo se classificaram para a fase semifinal, na qual enfrentaram-se em cruzamento olímpico. As terceiras colocadas de cada grupo foram eliminadas e encerraram em quinto lugar, não havendo disputa. Os times vencedores das semifinais enfrentaram-se na partida final, que definiu o campeão; já as equipes derrotadas nas semifinais decidiram a terceira posição.
Para a classificação dentro dos grupos na primeira fase, o placar de 3-0 ou 3-1 garantiu três pontos para a equipe vencedora e nenhum para a equipe derrotada; já o placar de 3-2 garantiu dois pontos para a equipe vencedora e um para a perdedora.

## Equipes participantes
As seguintes equipes foram qualificadas ou convidadas para a disputa do Campeonato Mundial de Clubes de 2015:
| Equipe                 | País                 | Qualificação                                          |
| ---------------------- | -------------------- | ----------------------------------------------------- |
| Voléro Zürich          | Suíça                | Representante da Cidade-Sede                          |
| Rexona-Ades/RJ         | Brasil               | Campeão do Campeonato Sul-Americano de Clubes de 2015 |
| Eczacıbaşı VitrA       | Turquia              | Campeão da Liga dos Campeões da Europa de 2014-15     |
| Hisamitsu Springs Kobe | Japão                | Campeão do Campeonato Asiático de Clubes de 2014      |
| Mirador VC             | República Dominicana | Convidado                                             |
| Dínamo Krasnodar       | Rússia               | Convidado                                             |

## Primeira fase
A  FIVB divulgou o resultado do sorteio de grupos e a tabela de jogos

### Grupo A
Classificação
|     |                |     | Jogos | Jogos | Jogos | Pontos | Pontos | Pontos | Sets | Sets | Sets  |
| Pos | Equipe         | Pts | T     | V     | D     | V      | P      | R      | V    | P    | R     |
| --- | -------------- | --- | ----- | ----- | ----- | ------ | ------ | ------ | ---- | ---- | ----- |
| 1   | Rexona-Ades/RJ | 6   | 2     | 2     | 0     | 188    | 158    | 1.190  | 6    | 1    | 6,000 |
| 2   | Voléro Zürich  | 3   | 2     | 1     | 1     | 202    | 185    | 1.092  | 4    | 4    | 1,000 |
| 3   | Mirador VC     | 0   | 2     | 0     | 2     | 123    | 170    | 0.724  | 1    | 6    | 0.167 |

Resultados
- Horários UTC-02:00

| Data  | Hora  |                | Placar |                | Set 1 | Set 2 | Set 3 | Set 4 | Set 5 | Total | Relatório |
| ----- | ----- | -------------- | ------ | -------------- | ----- | ----- | ----- | ----- | ----- | ----- | --------- |
| 6 mai | 20:15 | Voléro Zürich  | 3 – 1  | Mirador VC     | 20-25 | 25-17 | 25-15 | 25-15 |       | 95–0  | 95-72     |
| 7 mai | 20:00 | Voléro Zürich  | 1 – 3  | Rexona-Ades/RJ | 28-30 | 22-25 | 35-33 | 22-25 |       | 107–0 | 107-113   |
| 8 mai | 17:30 | Rexona-Ades/RJ | 3 – 0  | Mirador VC     | 25-14 | 25-19 | 25-18 |       |       | 75–0  | 75-51     |

### Grupo B
Classificação
|     |                        |     | Jogos | Jogos | Jogos | Pontos | Pontos | Pontos | Sets | Sets | Sets  |
| Pos | Equipe                 | Pts | T     | V     | D     | V      | P      | R      | V    | P    | R     |
| --- | ---------------------- | --- | ----- | ----- | ----- | ------ | ------ | ------ | ---- | ---- | ----- |
| 1   | Eczacıbaşı VitrA       | 4   | 2     | 1     | 1     | 183    | 164    | 1.116  | 5    | 3    | 1.667 |
| 2   | Dínamo Krasnodar       | 3   | 2     | 1     | 1     | 161    | 154    | 1.045  | 3    | 4    | 0.750 |
| 3   | Hisamitsu Springs Kobe | 2   | 2     | 1     | 1     | 177    | 203    | 0.872  | 4    | 5    | 0.800 |

Resultados
- Horários UTC-02:00

| Data  | Hora  |                        | Placar |                        | Set 1 | Set 2 | Set 3 | Set 4 | Set 5 | Total | Relatório |
| ----- | ----- | ---------------------- | ------ | ---------------------- | ----- | ----- | ----- | ----- | ----- | ----- | --------- |
| 6 mai | 17:30 | Eczacıbaşı VitrA       | 2 – 3  | Hisamitsu Springs Kobe | 25-12 | 26-28 | 20-25 | 25-19 | 11-15 | 107–0 | 107-99    |
| 7 mai | 17:30 | Eczacıbaşı VitrA       | 3 – 0  | Dínamo Krasnodar       | 25-22 | 26-24 | 25-19 |       |       | 76–0  | 76-65     |
| 8 mai | 20:00 | Hisamitsu Springs Kobe | 1 – 3  | Dínamo Krasnodar       | 25-21 | 21-25 | 14-25 | 18-25 |       | 78–0  | 78-96     |

## Fase final
- Horários UTC-02:00

|  | Semifinais        | Semifinais        |   |                    | Final              | Final |  |
|  |                   |                   |   |                    |                    |       |  |
|  | 9 de maio - 15:30 |                   |   |                    |                    |       |  |
|  | Voléro Zürich     | 1                 |   |                    |                    |       |  |
|  | Eczacıbaşı VitrA  | 3                 |   |                    |                    |       |  |
|  |                   |                   |   |                    |                    |       |  |
|  |                   |                   |   |                    | 10 de maio - 15:00 |       |  |
|  |                   |                   |   |                    | Eczacıbaşı VitrA   | 3     |  |
|  |                   | Dínamo Krasnodar  | 1 |                    |                    |       |  |
|  |                   |                   |   |                    |                    |       |  |
|  |                   |                   |   |                    |                    |       |  |
|  |                   |                   |   |                    | Terceiro lugar     |       |  |
|  | 9 de maio - 18:00 | 9 de maio - 18:00 |   | 10 de maio - 12:30 | 10 de maio - 12:30 |       |  |
|  | Rexona-Ades/RJ    | 1                 |   | Voléro Zürich      | 3                  |       |  |
|  | Dínamo Krasnodar  | 3                 |   |                    | Rexona-Ades/RJ     | 0     |  |

Resultados
- Horários UTC-02:00

| Data   | Hora  |                  | Placar |                  | Set 1 | Set 2 | Set 3 | Set 4 | Set 5 | Total | Relatório |
| ------ | ----- | ---------------- | ------ | ---------------- | ----- | ----- | ----- | ----- | ----- | ----- | --------- |
| 9 mai  | 15:30 | Voléro Zürich    | 1 – 3  | Eczacıbaşı VitrA | 17-25 | 22-25 | 25-18 | 32-34 |       | 96–0  | 96-102    |
| 9 mai  | 18:00 | Rexona-Ades/RJ   | 1 – 3  | Dínamo Krasnodar | 21-25 | 27-25 | 23-25 | 21-25 |       | 92–0  | 92-100    |
| 10 mai | 12:30 | Voléro Zürich    | 3 – 0  | Rexona-Ades/RJ   | 25-21 | 25-17 | 25-18 |       |       | 75–0  | 75-56     |
| 10 mai | 15:00 | Eczacıbaşı VitrA | 3 – 1  | Dínamo Krasnodar | 25-16 | 25-21 | 24-26 | 25-19 |       | 99–0  | 99-82     |

## Premiação
| Campeonato Mundial de Clubes de Voleibol Feminino de 2015 |
| Turquia                                                   |
| --------------------------------------------------------- |
| Eczacıbaşı VitrA Campeão (1° título)                      |

## Seleção do campeonato
A seleção do campeonato foi composta pelas seguintes jogadoras:
- MVP (Most Valuable Player): Jordan Larson (Eczacıbaşı VitrA)